# Diecéze Agrippias
Diecéze Agrippias je titulární diecéze římskokatolické církve.

## Historie
Agrippias, ztotožnitelné s ruinami Al-Salihiyah v dnešní Sýrii, je starobylé biskupské sídlo nacházející se v někdejší římské provincii Syria Eufratensis II. Bylo součástí antiochijského patriarchátu a sufragánnou arcidiecéze Sergiopolis.
Neznáme žádné biskupy tohoto sídla.
Dnes je využívána jako titulární biskupské sídlo; současným titulárním biskupem je Thomas Tharayil, pomocný biskup archieparchie Changanacherry.

## Seznam titulárních biskupů
- Thomas Tharayil (od 2017)